# Serie Asistentes de la humanidad
La serie postal Helfer der Menschheit (Asistentes de la humanidad) representa la contraparte de la serie federal Wohlfahrtsmarken de la RFA de la posguerra y del Deutschen Bundespost (el Correo Federal Alemán). En un período de diez años (entre los años 1949 y 1958) fueron publicadas nueve emisiones en cada caso cuatro Wohlfahrtsmarken. Mientras que las primeras seis emisiones todavía honraban personalidades individuales, las tres emisiones siguientes fueron dedicadas a tópicos: ocupaciones en medicina, minería y agricultura. A partir de 1959 la serie de cuentos de hadas de los hermanos Grimm substituyó a los Asistentes de la humanidad, no obstante estaban en un sello de los retratos de esta clase de los hermanos Grimm con el título de asistente de la humanidad, de modo que también este sistema de estampilla sería agregado al de los „asistentes de la humanidad “, así como a los cuentos de hadas del „Wohlfahrtsmarken de los hermanos Grimm “. En los años 1957 y 1958 fueron emitidas al mismo tiempo motivo Wohlfahrtsmarken de las minas y de la agricultura de carbón de la serie bajo dirección regional del Estado federal del Sarre. Las marcas llevan todas la inscripción adicional del Sarre, así como valores declarados en F para los francos (francos de Saar). Los ingresos de la adición del Wohlfahrtsmarken fluyen directamente a las organizaciones del bienestar.

## Lista de emisiones y motivos
Los sellos ilustrados en este artículo se representan aproximadamente en tamaño natural.
| «Asistentes de la humanidad» | |                                            |                         |                                            |                     |                |         |
| Ilustración                  | Descripción | Valor facial en peniques francos del Sarre | Fecha de emisión        | Válido hasta                               | Emisión             | Diseñador      | MiNr.   |
|                              | Isabel de Hungría (1207–1231) condesa llamada Elisabeth de Hungría, una santa de la Iglesia católica. | 8+2                                        | 14 de diciembre de 1949 | 31 de marzo de 1951                        | 4.000.000           | desconocido    | 117     |
|                              | Paracelsus von Hohenheim (1493–1541) Philippus Theophrastus Aureolus Bombastus von Hohenheim, médico, alquimista, astrólogo, místico y filósofo                                                                                            | 10+5                                       | 14 de diciembre de 1949 | 31 de marzo de 1951                        | 6.000.000           | desconocido    | 118     |
|                              | Friedrich Fröbel (1782–1852) Pedagogo, discípulo de Johann Heinrich Pestalozzi | 20+10                                      | 14 de diciembre de 1949 | 31 de marzo de 1951                        | 6.000.000           | desconocido    | 119     |
|                              | Johann Hinrich Wichern (1808–1881) Teólogo y fundador de la Inneren Mission de la Evangelischen Kirche | 30+15                                      | 14 de diciembre de 1949 | 31 de marzo de 1951                        | 4.000.000           | desconocido    | 120     |
|                              | Vicente de Paúl (1581–1660) Cura, considerado fundador de la Caritas moderna | 4+2                                        | 23 de octubre de 1951   | 31 de mayo de 1952                         | 4.000.000           | Zapf           | 143     |
|                              | Friedrich von Bodelschwingh (1831–1910) Pastor y teólogo | 10+3                                       | 23 de octubre de 1951   | 31 de mayo de 1952                         | 3.000.000           | Zapf           | 144     |
|                              | Elsa Brandström (1888–1948) filántropa sueca, conocida como el „Ángel de Siberia“ en el campo de prisioneros ruso durante la Gran Guerra                                                                                                   | 20+5                                       | 23 de octubre de 1951   | 31 de mayo de 1952                         | 3.000.000           | Zapf           | 145     |
|                              | Johann Heinrich Pestalozzi (1746–1827) Pedagogo suizo, filántropo, filósofo y político. | 30+10                                      | 23 de octubre de 1951   | 31 de mayo de 1952                         | 1.500.000           | Zapf           | 146     |
|                              | Elizabeth Fry Reformadora de las prisiones, conocida como el „ángel de las prisiones“ | 4+2                                        | 1 de octubre de 1952    | 31 de diciembre de 1953                    | 2.500.000           | Schnell        | 156     |
|                              | Carl Sonnenschein (1876–1929) Sacerdote católico „Gitano de la caridad“ | 10+5                                       | 1 de octubre de 1952    | 31 de diciembre de 1953                    | 3.500.000           | Schnell        | 157     |
|                              | Theodor Fliedner (1800–1864) cura evangélico, reformador de la Diaconía | 20+10                                      | 1 de octubre de 1952    | 31 de diciembre de 1953                    | 3.000.000           | Piwczyk        | 158     |
|                              | Henry Dunant (1828–1910) Humanista y activista cristiano, obtuvo en 1901 el Premio Nobel de la Paz | 30+10                                      | 1 de octubre de 1952    | 31 de diciembre de 1953                    | 1.300.000           | Schnell        | 159     |
|                              | August Hermann Francke (1663–1727) Teólogo evangélico, Pedagogo y miembro del coro de la iglesia | 4+2                                        | 2 de noviembre de 1953  | 31 de diciembre de 1954                    | 2.900.000           | Schnell        | 173     |
|                              | Sebastian Kneipp (1821–1897) teólogo, balneólogo, autor de la medicina de Kneipp | 10+5                                       | 2 de noviembre de 1953  | 31 de diciembre de 1954                    | 4.000.000           | Schnell        | 174     |
|                              | Johann Christian Senckenberg (1707–1772) médico y donante filántropo | 20+10                                      | 2 de noviembre de 1953  | 31 de diciembre de 1954                    | 3.150.000           | Schnell        | 175     |
|                              | Fridtjof Nansen (1861–1930) Investigador polar y zoólogo noruego, filántropo, Premio Nobel de la Paz 1922 | 30+10                                      | 2 de noviembre de 1953  | 31 de diciembre de 1954                    | 1.350.000           | Schnell        | 176     |
|                              | Käthe Kollwitz (1867–1945) artista, en litografía, aguafuerte, grabado y xilografía | 7+3                                        | 28 de diciembre de 1954 | 31 de diciembre de 1955                    | 3.100.000           | Walter         | 200     |
|                              | Lorenz Werthmann (1858–1921) Sacerdote católico y político social, fue el fundador y primer presidente de Deutschen Caritasverbandes de Alemania                                                                                           | 10+5                                       | 28 de diciembre de 1954 | 31 de diciembre de 1955                    | 5.300.000           | Walter         | 201     |
|                              | Johann Friedrich Oberlin (1740–1826) Cura de Alsacia | 20+10                                      | 28 de diciembre de 1954 | 31 de diciembre de 1955                    | 3.700.000           | Walter         | 202     |
|                              | Bertha Pappenheim (1859–1936) feminista, pionera social de los judíos Fundadora de la Jüdischen Frauenbundes | 40+10                                      | 28 de diciembre de 1954 | 31 de diciembre de 1955                    | 1.550.000           | Walter         | 203     |
|                              | Amalie Sieveking (1794–1859) fundadora de la Diaconía | 7+3                                        | 15 de noviembre de 1955 | 31 de diciembre de 1956                    | 3.500.000           | Hubert Berke   | 222     |
|                              | Adolph Kolping (1813–1865) Sacerdote católico y fundador de la obra Kolpingwerk | 10+5                                       | 15 de noviembre de 1955 | 31 de diciembre de 1956                    | 6.000.000           | Hubert Berke   | 223     |
|                              | Samuel Hahnemann (1755–1843) Médico, autor y traductor de obras de materia médica, fundador de la homeopatía | 20+10                                      | 15 de noviembre de 1955 | 31 de diciembre de 1956                    | 5.000.000           | Hubert Berke   | 224     |
|                              | Florence Nightingale (1820–1910) enfermera británica, considerada la pionera de la sanidad moderna, miembro honoraria de la American Statistical Association - Esta estampilla muestra por error el nombre Florentine en lugar de Florence | 40+10                                      | 15 de noviembre de 1955 | 31 de diciembre de 1956                    | 1.600.000           | Hubert Berke   | 225     |
|                              | empleos médicos - matrona con el niño | 7+3                                        | 1 de octubre de 1956    | 31 de diciembre de 1958                    | 3.800.000           | Jäger          | 243     |
|                              | - Ignaz Semmelweis (1818–1865) Médico húngaro, estableció las primeras indicaciones de Higiene para el personal médico y auxiliar. | 10+5                                       | 1 de octubre de 1956    | 31 de diciembre de 1958                    | 6.000.000           | Jäger          | 244     |
|                              | - Madre y el niño | 20+10                                      | 1 de octubre de 1956    | 31 de diciembre de 1958                    | 5.500.000           | Jäger          | 245     |
|                              | - Parvularia jugando con los niños | 40+10                                      | 1 de octubre de 1956    | 32 de diciembre de 1958                    | 2.000.000           | Jäger          | 246     |
|                              | Oficios de la minería del carbón - minero con una lámpara de seguridad | 7+3 6+4                                    | 1 de octubre de 1957    | 31 de diciembre de 1959 5. Juli 1959       | 5.100.000 1.045.714 | Jäger          | 270 404 |
|                              | - minero con un martillo neumático | 10+5 12+6                                  | 1 de octubre de 1957    | 31 de diciembre de 1959 5 de julio de 1959 | 7.600.000 1.036.267 | Jäger          | 271 405 |
|                              | - minero en el guillame | 20+10 15+7                                 | 1 de octubre de 1957    | 31 de diciembre de 1959 5. Juli 1959       | 7.350.000 1.058.289 | Jäger          | 272 406 |
|                              | - Operador de generadores | 40+10 30+10                                | 1 de octubre de 1957    | 31 de diciembre de 1959 5. Juli 1959       | 2.650.000 1.026.168 | Jäger          | 273 407 |
|                              | empleos en la agricultura - Friedrich Wilhelm Raiffeisen (1818–1888) Reformador social y funcionario comunal, reconocido como fundador del movimiento cooperativista alemán                                                                | 7+3 6+4                                    | 1 de octubre de 1958    | 31 de diciembre de 1960 5 de julio de 1959 | 6.650.000 1.106.351 | Erich Meerwald | 297 441 |
|                              | - lechera en la faena de la mantequillera | 10+5 12+6                                  | 1 de octubre de 1958    | 31 de diciembre de 1960 5 de julio de 1959 | 9.100.000 1.080.649 | Erich Meerwald | 298 442 |
|                              | - viñatera en la vendimia | 20+10 15+7                                 | 1 de octubre de 1958    | 31 de diciembre de 1960 5 de julio de 1959 | 7.400.000 1.091.568 | Erich Meerwald | 299 443 |
|                              | - trabajador agrícola con la horqueta | 40+10 30+10                                | 1 de octubre de 1958    | 31 de diciembre de 1960 5 de julio de 1959 | 3.150.000 1.073.530 | Erich Meerwald | 300 444 |
|                              | cuentos de los hermanos Grimm, Sterntaler - Escenas del cuento Sterntaler | 7+3                                        | 1 de octubre de 1959    | 31 de diciembre de 1961                    | 6.950.000           | Sporer         | 322     |
|                              | - Escenas de cuento "Sterntaler" | 10+5                                       | 1 de octubre de 1959    | 31 de diciembre de 1961                    | 10.200.000          | Sporer         | 323     |
|                              | - escenas del cuento Sterntaler | 20+10                                      | 1 de octubre de 1959    | 31 de diciembre de 1961                    | 8.400.000           | Sporer         | 324     |
|                              | - retrato de Jacob (1785–1863) y Wilhelm Grimm (1786–1859) Investigador de los cuentos Germanista | 40+10                                      | 1 de octubre de 1959    | 31 de diciembre de 1961                    | 3.900.000           | Jäger          | 325     |

- Emisiones del Sarre